# Smallville (TV-serija)
Smallville (izvirno Smallville) je ameriška znanstveno fantastična drama, ki jo je premierno prikazal The WB 16. oktobra 2001. Smallville je skoraj v celoti posnet v Vancouvru in njegovi okolici v Kanadi.
Akcijska fantastika, ki nas popelje v življenje mladega Supermana. Zgodba govori o mladem Clarku Kentu in njegovem življenju v majhnem mestecu imenovanem Smallville v Kansasu. Njegovih letih odraščanja, odkrivanju svoje drugačnosti in svojih sposobnosti, ki ga ločujejo od navadnih ljudi.

## Sezone
| Sezone    | Epizode | Prvič predvajano na The WB/The CW  | Prvič predvajano na TV3               |
| --------- | ------- | ---------------------------------- | ------------------------------------- |
| 1.sezona  | 21      | 16. oktober 2001 - 21. maj 2002    | -                                     |
| 2.sezona  | 23      | 24. september 2002 - 20. maj 2003  | -                                     |
| 3.sezona  | 22      | 1. oktober 2003 - 19. maj 2004     | -                                     |
| 4.sezona  | 22      | 22. september 2004 - 18. maj 2005  | 11. april 2007 - 10. maj 2007         |
| 5.sezona  | 22      | 29. september 2005 - 11. maj 2006  | 2. september 2007 - 25. november 2007 |
| 6.sezona  | 22      | 28. september 2006 - 17. maj 2007  | 28. julij 2008 - 26. avgust 2008      |
| 7.sezona  | 20      | 27. september 2007 - 15. maj 2008  | 27. avgust 2008 - 26. september 2008  |
| 8.sezona  | 22      | 18. september 2008 - 14. maj 2009  | 12. junija 2010 - 22. avgust 2010     |
| 9.sezona  | 21      | 25. september 2009 - 14. maj 2010  | 28. avgust 2010 - 7. november 2010    |
| 10.sezona | 22      | 24. semptember 2010 - 13. maj 2011 |                                       |

### Prva sezona
Meteorni dež prinese mladega fanta v Smallville, Kansas. Pri štirinajstih letih se že izkaže kot neranjiv, ima super moč in super hitrost. Prva sezona pripoveduje zgodbe prvega leta v srednji šoli. Skoraj vsak teden se bujuje z novimi podleži s super močmi, ki so bili izpostvljeni meteorjem. Clark se spoprijatelji z Lano, Lexom, Petom in Chloe. Lex je prišel v Smallville da bi upravljal tovarno gnojil za rastline. Njegova radovednost o Clarku in meteorskem dežju, ogrozi indentiteto Clarka.

### Druga sezona
Clark začne novo šolsko leto z novimi sposobnostmi: ognjeni vid in nova ranljivost (rdeči Krypton). Še naprej se bojuje z zelenim kriptonom ukuženimi zlobneži. Največ časa pa si prizadeva, da odkrije skrivnosti svojega porekla. Pete se še bolj približa družini Kent, potem ko spozna skrivnost o Clarku. Lana se preseli k prijateljici Chloe. Lex bije bitko z očetom za nadzor LuthorCorpa, medtem ko se spušča v ljubezen in poroko z dr Helen Bryce. Chloe poskuša rešiti svoje zapletene čustvene odnose s Clarkom in Lano.

### Tretja sezona
Clark se iz Metropolisa vrne v Smallville, ter pridobi novo sposobnost supersluh. Njegova zveza z Lano se konča hitreje, kot se je začela. Spozna Perryja Whita (njegov bodoči šef), ter pridobi še već informacij o svojem biološkem očetu. Končno se žrtvuje da reši svojega očetai se strinja da izpolni svojo usodo, ki jo Jor-EL hoče. Odide v jame Kawatche, od kjer pa je transportitan v vesolje. Lionel se sreča svojim starim prijatljem Morgan Edgeom, ki je okradel Clarkovo kri. Lionel pridobi kri nazaj in preizkusi na novem objektu- Adam Knightu. Kakorkoli, Lex doživlja psihične zlome. Ko Cloe in Lex odkrijeta da je Lionle ubil svoje starše, Lionel zrežira da je Lex psihični bolnik. Lexa ozdravijo tako da elektrificirajo in tako izgubi spomine o umoru. Da bi se Lionel znebil prič o umoru, posega v življenje Cloe in Lexa.

### Četrta sezona
Clark se vrne kot nekdo drug. Po svetu išče kamne znanja. V Smallville pride Lois Lane, saj raziskuje resnico o smrti njene sestrične Cloe. Lois najden Clarka brez spomina, ki se je vrnil v Smallville po 3 mesecih izginotja. Loise ga odpelje v bolnišnico. Lana, je še vedno v Parizu s svojo novo ljubeznijo. Tam preučuje, grofico Margaret Isobel Thoreaux. Jonathan je v komi, Lionel pa pride iz zapora. Clark se odloči da bo to leto njegovo leto in da se nebo brigal za težave z JorElom in se priključi nogometnem klubu.

### Peta sezona
Po zaključeni srednji šoli se Clark poda v študentska leta. Mora pa se tudu soočiti z smrtjo svojega očeta Jonathana.

### Šesta sezona
Po tem ko je bil zaprt v fanotmski coni in se je bojeval z zodom obsedenim Lexom, se Clark odloči da počisti Metropolis. Stakne prehlad kar vodi k novi supermoči - super pih. Kasneje spozna, da ko je pobegnil iz cone ni na Zemljo prišel sam, zato se odloči da ponovno zapre zapornike v fanotsko cono. V metropolisu spozna novega heroja Zeleno puščico ter se udeleži poroke med Lano in Lexom.

### Sedma sezona
V tej sezoni Clark spozna samega sebe, družino na Kryptonu in kakšnja je njegova usoda na tem svetu. Bori pa se še z zadnjm fantomom Bizzarom in reši svojo Kryptonijsko sestrično Karo. Mora pa tudi paziti saj je Lex že blizu odkritja njegove skrivnosti.

### Osma sezona
Potem, ko Lex spozna Clarkovo skrivnost in zrušil Trdnjavo samote, se je Clark znašel v Rusiji brez moči. Kasneje nazaj pridobi svoje moči in vstopi v novo fazo njegovega živjlenja ter se zaposli kot novinar v Daily Planetu. Lex pa je pogrešan in razglašen za mrtvega. Clark spozna Tess Marcer, nadomestnico Lexa. Pojavi se Davis Bloome, ki vozi ambulatno vozilo, ampak je v resnici Doomsday. Clark se mora na koncu sočiti z njim.

### Deveta sezona
V deveti sezoni se Clark sooči s svojo najtemnejšo uro v življenju do sedaj. Clark rešuje prebivalce Metropolisa pod vzdevkom Blur.
Med dnevom pa je zaposlen v Daily Planetu kjer je sodelovec z Loise Lane. Po svetu se pojavijo simboli iz Kryptona. Clark ugotovi da so se na Zemlji pojavili ljudje iz planeta Krypton. Njihov vodja pa je Zod. Na koncu sezone se bojuje z Zodom. Iz Zemlje posrka vse kryptonijce, Clark pa pade iz visoke stavbe v svojo smrt.

### Deseta sezona
/

## Glavni igralci
- Tom Welling - Clark Kent (tujec/nezemljan/supermen z nadčloveškimi sposobnostmi)
- Allison Mack - Chloe Sullivan (najboljša prijateljica Clarka in urednica šolskega časopisa)
- Michael Rosenbaum - Lex Luthor (sin miljaderja Lionela; sprva Clarkov prijatelj nato pa sovražnik)
- Kristin Kreuk - Lana Lang (Clarkova ljubezen v mladosti in njegova prijateljica)
- Sam Witwer - Davis Bloome (bolničar v bolnišnici v Metropolisu)
- Cassidy Freeman - Tess Mercer (naslednjica LuthorCorp po Lionelovi smrti)
- Sam Jones III - Pete Ross (najboljši Clarkov prijatelj in eden izmed prvih, ki izve za njegovo skrivnost)
- Annette O'Toole - Martha Kent (žena Jonathana in mati Clarka)
- John Schneider - Jonathan Kent (mož Marthe in oče Clarka)
- Eric Johnson - Whitney Fordman (prvi Lanin fant)
- John Glover - Lionel Luthor (miljarder in oče Lexa)
- Callum Blue - Zod (največji Clarkov sovražnik)
- Laura Vandervoort - Kara (Clarkova sestrična iz Kriptona)
- Erica Durance - Lois Lane (Chloejeva sestrična; novinarka Daily Planeta; zaljubljena v Clarka)
- Jensen Ackles - Jason Teague (kratek čas fant Lane)
- Aaron Ashmore - Jimmy Olsen (fotograf za Daily Planet; fant Chloe Sullivan)
- Justin Hartley - Oliver Queen (miljarder in Zelena puščica)

## Nagrade in priznanja
- 2002 Nagrada ASCAP za naj TV serijo (Mark Snow)
- 2002 Nagrada Saturn za naj stranskega igralca Michael Rosenbaum
- 2002 Nagrada Leo za naj vizualni efekt (Mark Breakspear, Chris Doll, Colin Liggett, Ben Funk,...)
- 2002 in 2009 Nagradi Teen Choice (Tom Welling)
- 2002, 2006, 2008 Nagrade Emmy za naj glasbeno ozadje (Michael E. Lawshe, Norval D. Crutcher III, Jessica Goodwin, Timothy A. Cleveland,...)
- 2005 in 2006 Nagradi CSC za Glena Winterja
- 2005 Nagrad za naj DVD TV program
- 2007 in 2008 Nagradi Leo za naj TV dramo (James Marshall, Jae Marchant, Rob Maier, David Willson)
- 2007 Nagrada Teen Choice (Allison Mack)
- 2009 Nagrada Leo naj produkcija James Philpott za epizodo "Quest"
- Ob kocu 10.sezone bo Smallville postavili nov Guinnessov svetovni rekord za najdaljšo znanstvenofantastično TV serijo